# 白虹光
白虹光（1949年—），汉族，中华人民共和国政治人物、第十一届全国政协委员。
加入中国国民党革命委员会，担任民革中央委员、河南省委副主委、许昌市人大常委会副主任。2008年，当选第十一届全国政协委员，代表中国国民党革命委员会，分入第三组。